# Жул Леви
Жул Ефраим Леви е български композитор, диригент, музикален педагог и общественик от еврейски произход.

## Биография
Роден е в Солун в еврейско семейство. Баща му е архитект. През 1939 г. семейството се мести да живее в София.
През 1957 година Леви завършва композиция в Държавната музикална академия в класа на проф. Веселин Стоянов. Работи като диригент на Ансамбъла за песни и танци на Българската армия, на оркестъра към Държавния сатиричен театър, в ДМТ „Стефан Македонски“, в духовия оркестър на Димитровград. Преподава музикален анализ и други музикално-теоретични дисциплини в Академията и в НАТФИЗ.
Композирал е операта „Неда“, четири симфонии, творби за духов и естраден оркестър, няколко мюзикъла, а също и хорова, солова вокална музика и музика към филми и радиопредавания.
Дълги години заема постовете генерален секретар на Българския национален комитет за музика при ЮНЕСКО и секретар на Съюза на българските композитори. За творчеството си е удостоен с отличия на различни форуми, сред които конкурса по композиция на Международния фестивал в Москва (1957) и Международната трибуна на композиторите в Париж (1974).

## Творчество

### Музикално-сценични произведения
- „Момичето, което обичах“ (1963 г.) – мюзикъл
- „Панаир в София“ (1968 г.) – балет
- „Светът е малък“ (1970 г.) – мюзикъл
- „Телефонът, който…“  радио-мюзикъл (1973 г.) – мюзикъл
- „Неда“ (1977 г.) – опера
- „Цар Килимар“ (1979 г.) – мюзикъл
- „Думите на мама“ (1980 г.) – детска оперета
- „Печалбата“ (1982 г.) – опера-мюзикъл
- „Който не работи, не трябва да яде“ (1982 г.) – детска оперета
- „Мъдрият тъкач“ (1984 г.) – детска оперета
- „Мисия до Драч“ (1985 г.) – мюзикъл
- „Благодаря ти, Шарл!“ (1987 г.) – мюзикъл
- „Искам да летя“ (1988 г.) – мюзикъл
- „Говедарската дъщеря“ (1989 г.) – детска оперета
- „Явор и Росана“ (1990 г.) – мюзикъл
- „Я, колко публика!“ (1991 г.) – мюзикъл

### Произведения за симфоничен оркестър
- „Младежки концерт“ за цигулка и оркестър (1955 г.)
- Симфония №1 (1958 г.)
- „Симфонична фантазия“ (1964 г.)
- Симфония №2 (1970 г.)
- Симфония №3 за мецосопран, бас-баритон и симфоничен оркестър, т. С. Тянкова (1975 г.)
- „Увертюра-поема“ (1982 г.)

### Произведения за духов оркестър
- „Пиринска рапсодия“ (1977 г.)
- „Празник в Западния парк“ – рапсодия-концертанте за алт саксофон и духов оркестър (1978 г.)
- „От Карнобат до Тропикана“ – 3 рапсодични танца за тромпет и духов оркестър (1988 г.)
- Сюита „Петричките моми“ за народна певица и духов оркестър (1989 г.)
- „Младите войни свирят“ – фантазия върху теми на Маестро Атанасов (1987 г.)
- Симфония №4 „Бурлеска“ (1984 г.)

### Маршове
- „Майски празник“ (1976 г.)
- „Хайде хопа“ (Хоро ин модо „Грао“) (1987 г.)
- „Погледни със смях назад“  ретро-хумореска (1988 г.)
- „Надежда“ (1989 г.)
- „Вино пия“  хумореска (1989 г.)
- „Сладуна“ (Хоро а ла Ламбада) (1990 г.)

### Произведения за забавен симфоничен оркестър
- Дивертименто концертанте:
  - №1 за тромпет и оркестър (1961 г.)
  - №2 за флейта и оркестър (1972 г.)

### Камерна музика
- Струнни квартети:
  - №1 „Маски“ (1973 г.)
  - №2 (1995 г.)
  - Трио-соната за флейта, фагот и пиано (1991 г.)

- За пиано:
  - 10 пиески за най-малките, за 4 ръце (1980 г.)
  - Детска сонатина (1981 г.) (авт. вариант за флейта, обой и фагот, 1983)

- Вокална музика:
  - „Два автопортрета“  диптих за тенор (сопран) и пиано (1991 г.)
  - „Песните на актьора“  цикъл от 6 песни за мецосопран (баритон) и пиано (1992 г.)
  - Цикъл от 27 сефарадски песни (транскрипция върху евреоиспанския песенен фолклор) (1995 г.)
  - „Раздвоено сърце“, т. А. Леви-Пепо (1998 г.)

### Хорова музика
- „Де е тази хубава страна“, т. Ив. Генов (1959 г.) – смесен хор акапела
- „В несъбудени ясни зори“, т. Хр. Ясенов (1962 г.) – женски хор акапела
- „До утре“, т. Бл. Димитрова (1962 г.) – смесен хор акапела
- „Мой роден край“, т. Д. Гундов (1976 г.) – смесен хор акапела

### Избрана литература
„Виждам живота… в розово“ (2000)